# Miani csata
A miani csata  a Brit Kelet-indiai Társaság csapatai, Charles Napier irányításával és a szindhi Talpur emírek csapatai, akiket Mir Naszír kán Talpur vezetett, közt zajlott a mai Pakisztán délkeleti részén. A csatára 1843. február 17-én került sor Hiderábád közelében,
Mianinál, Szindhben. Ez a csata végül ahhoz vezetett, hogy a britek a régió egy részét elfoglalták és az a Brit Kelet-indiai Társaság ellenőrzése alá került.

## Előzmények
Nadím Vagan (szindhi író) szerint, a csata elsődleges oka az volt, hogy a Brit Kelet-indiai Társaság szemet vetett a térségre, ahol bővíteni kívánta Dél-Ázsiai területeit, de szerepet játszottak benne Charles Napier brit tábornok ambíciói is. A tábornok azelőtt mint kormányzó egy görög szigeten, Kefalonián, szolgált, ahol nagyon korlátozottak voltak a dicsőségszerzési lehetőségei. A szindhi Talpur királyság szétdarabolt volt és belső viszályok feszítették, ezért egy viszonylag könnyű célpont volt összehasonlítva a pandzsábi Szikh birodalommal. Napier a Kelet-indiai Társaság csapatait a Bombeji elnökség területéről gyorsan a térségbe vonta, majd átlépte Szindh határát. Tárgyalások kezdődtek Hiderábád emírje és Napier között. Miután az emír jelentős engedményeket tett, megállapodás született. Napier seregével elindult Bombej felé, az emír pedig hazaküldte katonáit, melyeket előzőleg mozgósított. Napier azonban szilárdan eltökélte, hogy meghódítja Szindhet és Hiderábádot. Először Bombej felé haladt a megállapodás megtartását színlelve, majd hirtelen ellenséges szándékkal visszafordult Hiderábád felé és erőltetett menetben a főváros irányában haladt.

## Csata
A beludzsok kénytelenek voltak kapkodva újra mozgósítani a hadsereget, de azt nem tudták elég hatékonyan megszervezni, mivel a hadsereg többnyire a háborúk idejére önkéntes alapon szerveződött katonákból állt és a legtöbb beludzs már hazatért. Mindezek ellenére mintegy 8,000 fős sereget gyűjtött össze a csata mezejére, főleg lovasságot. A Talpur emír számára tragikusan további 8000 fős csapat, akiket Mir Sér Mohamed Talpur (későbbi nevén Sér-e-Szindh, vagyis "Szindh Oroszlánja") vezetett nem érte el a csatateret időben. Napier (akit ezt követően mint a nagy árulót emlegettek Szindhben) sikeresen elszigetelte a Kairpuri emírt. Így a Mianinál összegyűlt beludzs sereg Szindh potenciális katonai erejének körülbelül csupán 1/3-át képviselte. Bár a Kelet-indiai Társaság később 2800 körülinek adta meg a csatában részt vevő katonái számát, a korabeli Talpur adatok szerint a két sereg nagyjából azonos létszámú volt (mintegy 8-10 ezer mindegyik oldalon), a briteknél mintegy 2500 európai tiszt és sorkatona, és a maradék indiai szipojokból állt össze.
A két sereg között a katonai technológia és taktika terén a különbség hatalmas volt. A Kelet-indiai Társaság hadseregét hivatásszerűen vezetett és szakmailag képzett brit tisztek és katonák alkották, de az indiai szipojok is jól képzettek és fegyelmezettek voltak. Sima csövű puskával voltak felfegyverkezve, vagy kovaköves puskákkal, amelyek pontosan lőttek 450-6400 méter távolságba és modern tüzérségi támogatásuk is volt. Ezzel szemben a Beludzs sereget főleg muskétával, lándzsákkal és kardokkal felfegyverzett lovasság képezte néhány régi, Perzsiából beszerzett ágyú kíséretében. A katonai taktika a lovassági rohamban merült ki. Korabeli feljegyzések azt igazolják, hogy a beludzs hadsereg eltökéltsége nagyon erős volt és a csata jelszava az volt, hogy "meghalunk, de nem adjuk fel...". És valóban, a beludzsok ezerszámra hullottak a 4-5 órás vérfürdőben, a beludzs lovasság hullámokban rohamozott, de golyózáporban és ágyúzásban többnyire elestek még mielőtt elérték volna a brit vonalakat. Akik pedig végül elérték a brit vonalakat Napier csatát leíró könyve szerint (Szindh Leigázása), azoknak olyan vad ábrázatuk volt, hogy a tiszteknek biztatni kellett a katonákat, hogy fel ne bomoljon a csatarend. A miani csatában részt vevő 8000 fős beludzs hadseregből mintegy 6 ezret öltek meg. Megbízható források a brit áldozatok számát 256-ra becsülték, ahogy azt a Brit Kelet-indiai Társaság zsoldkönyve iktatta, míg a beludzsok állítása szerint a Társaság hadseregének vesztesége 3000 körül lehetett (bár Napier sokkal kevesebb sebesültről számol be, mint a teljes hadereje).
Később, 1843. március 24-én, Mir Sér Mohamed Talpur kán, elérte Hiderábádot 8 ezer fős magánseregével és fel akarta szabadítani Szindhet a Brit Kelet-indiai Társaság megszálló erőitől. Üzenetet küldött Napiernek, amelyben 48 órát adott a Hiderábád erőd kiürítésére. Napier, aki szilárdan berendezkedett az erődben, és a közelmúltban erősítést kapott Bombejből, ágyútűzzel válaszolt. Mir Sér Mohamed Talpur kánt ezt követően legyőzte a dubbai csatában, aki azt követően Pandzsábba menekült, hogy segítséget kérjen Rándzsit Szing szikh maharadzsától. A maharadzsa szívélyesen fogadta, de visszautasította a kérést. Sér Mohamed kán azután a Kalati kaganátusban kért segítséget, ám a kalati kán 1838-ban már vereséget szenvedett a britektől és nem volt abban a helyzetben, hogy segítsen. Végül 10 év után, Mir Sér Mohamed visszatért Szindhbe, megadta magát a briteknek, a Kelet-indiai Társaság pedig kegyelemben részesítette.
A Hiderábádi emírek nagy veszteségeket szenvedtek el és erődjüket kifosztották, és az emírek az Andamán-Szigetekre menekültek, sosem látták viszont Szindhet. Napier visszavonhatatlanul megszállta Szindhet. Tizenöt évvel később a Szipolylázadás vagy 1857-es 'függetlenségi háború' idején Szindhben egyetlen lövés sem dördült el. Manipulálták a történelmet, a Talpur-dinasztiával való nézeteltéréseket és a csaták átírt történetei dicsőítették Napier szerepét. Azonban vita amely a Brit Parlamentben a hódítás utáni időkben kialakult rámutat az aggodalmakra és kételyekre amelyek felmerültek az Egyesült Királyságban a Szindhi beavatkozással kapcsolatban.
A "miani" és "hiderábádi" csaták kitüntetéseit a 22. (Cheshirei) ezrednek, valamint számos Indiai ezrednek osztották ki, míg a "Scinde"-t csak a Cheshire-i ezred kapta egyedül.

## Veszteségek
Öt ezer szindi meghalt vagy megsebesült a britek elleni harcokban. A megbukott szindhi emírek a következők voltak: Mir Naszír Talpur kán, unokaöccse Mir Shadad Talpur kán, Mir Husszein Ali Talpur kán, Mir Sér Mohamed Talpur, Hiderábád szubedárja, Mir Rasztam Talpur kán, Naszír Talpur, Vali Mohamed Talpur kán Kairpurból. Másokat, mint Mir Ali Murád Talpur kán, egy naszád fedélzetére hurcoltak, majd száműzték Burmába.
Egy brit napilap ezt írta a fogságban tartott szindhi emírekről: "Az emíreket, mint az állam foglyait, szigorúan elkülönítve tartják; azt beszélik róluk, hogy összetört szívű, nyomorult emberek, hajdani méltóságukból sokat megtartottak anélkül, hogy bármire panaszkodnának vagy haragosan önteltek lennének ebben a nem szűnő bánatban, visszautasítva a vigasztalást".

## Fordítás
- Ez a szócikk részben vagy egészben  a   Battle of Miani című angol Wikipédia-szócikk fordításán alapul.  Az eredeti cikk szerkesztőit annak laptörténete sorolja fel. Ez a jelzés csupán a megfogalmazás eredetét és a szerzői jogokat jelzi, nem szolgál a cikkben szereplő információk forrásmegjelöléseként.